# ISO 3166-2:JM
ISO 3166-2:JM est le code des paroisses de la Jamaïque dans l'ISO 3166-2, qui fait partie du standard ISO 3166, publié par l'Organisation internationale de normalisation (ISO), et qui définit des codes pour les noms des principales administration territoriales (e.g. provinces ou États fédérés) pour tous les pays ayant un code ISO 3166-1.

## Paroisses (14)
| Code  | Paroisse        |
| ----- | --------------- |
| JM-01 | Kingston        |
| JM-02 | Saint Andrew    |
| JM-03 | Saint Thomas    |
| JM-04 | Portland        |
| JM-05 | Saint Mary      |
| JM-06 | Saint Ann       |
| JM-07 | Trelawny        |
| JM-08 | Saint James     |
| JM-09 | Hanover         |
| JM-10 | Westmoreland    |
| JM-11 | Saint Elizabeth |
| JM-12 | Manchester      |
| JM-13 | Clarendon       |
| JM-14 | Saint Catherine |

## Code réservé
Le codet « JA » (en relation avec la Jamaïque), est requis par le secrétaire général des Nations unies pour les Conventions de trafic routier. Ce codet, utilisé antérieurement, est réservé pour une durée indéterminée.